# Skandinavisk forsvarsalliance
En nordisk forsvarsalliance, der skulle inkludere Danmark, Finland, Norge og Sverige, blev diskuteret mellem landene efter Anden Verdenkrigs afslutning. Finland havde kæmpet mod Sovjetunionen i krigen. Danmark og Norge havde været under besættelse af Tyskland fra 1940 til 1945. Sverige havde undsluppet besættelse, men havde været nødsaget til at levere råstoffer til Tyskland. Alle fire lande mente efter krigen, at med en forsvarsalliance ville de stå bedre, end hvis de var alene.

## Finlands position
Finland, der havde kæmpet to krige mod Sovjet og en mod Tyskland, havde tætte relationer til de andre skandinaviske lande. Efter Fortsættelseskrigen, hvor Sovjet tvang Finland til fred, uden at have besat landet, som de skete med de baltiske lande. Finland forblev neutral og beholdt en demokratisk regering og markedsøkonomi. Men landet delte en 1.300 kilometer lang grænse med USSR, så Sovjets position kunne ikke blive ignoreret i den finske indenrigs- og udenrigspolitik. Angående det finske medlemskab i en skandinavisk forsvarsalliance, nåede diskussionerne langt op på et højt politisk niveau med de andre kandidatlande. Disse diskussioner endte, da Sverige specifikt krævede Sovjets accept af Finlands deltagelse. USSR's reaktion var negativ, og Finland forblev neutral. 
I 1948 havde Finland underskrevet en venskabsaftale med Sovjetunionen, og ifølge den sovjetisk udlægning, forbød traktaten Finlands deltagelse i enhver alliance, der kunne betegnes som militaristisk, selv forsvarsalliancer.
Aftalen mellem Finland og USSR forhindrede dog ikke Sovjet i at skabe Warszawapagten i 1955.

## Norge og Danmark tilslutter sig NATO
De tre skandinaviske lande kunne, hvis de havde tilsluttet sig forsvarsalliancen, fungeret som en separate selvstændige lande, men arbejdet som en blok i udenrigspolitik og sikkerhedspolitik. Det forslået forsvarssamarbejde blev diskuteret af en fælles skandinavisk komité i vinteren 1948-1949. Men den Kolde Krig var allerede begyndt at starte mellem USA og Sovjet. Forberedelserne til en vestlig forsvarsalliance blev grundlagt, og resulterede i NATO. Da det blev klart, at den vestlige alliance ikke kunne dække den skandinaviske forsvarsalliances behov for krigsmateriel, før dens egne behov var dækket. Det betød dødsstødet for samarbejdet mellem lande, da Norge trak sig fra komitéen. Danmark var stadig villige til at deltage i forsvarsalliancen med Sverige. Men svenskerne så flere mangler end gevinster i dette og traktaten faldt til jorden. Derved tilsluttede Danmark sig Norge, begge lande blev medlemmer af NATO i 1949.

## Basis for svensk neutralitet
Sverige valgte ikke at tilslutte sig NATO, selvom det blev debatteret i offentligheden. En af de største støtter for medlemskab, Herbert Tingsten chefredaktør for Dagens Nyheter, Sveriges største nyhedsavis, argumenterede hvorfor Sverige burde deltage i NATO. Han så den svenske udenrigsminister, Östen Undén, som den største modstander mod svensk deltagelse. Udenrigsministeren argumenterede for at Sverige burde være alliancefri og neutral i tilfælde af krig. Et aspekt af dette, der tit blev ignoreret var Finlands position. Hvis Sverige deltog i NATO, så ville det med stor sandsynlighed havde betydet en øget Sovjetisk kontrol med Finland og ført til Finlands inddragelse bag Jerntæppet og landet ville have været en frontlinje med Warszawapagten mod NATO ned gennem Østersøen. 
Det kan endvidere virke mærkeligt med Finland, at det før 1917 havde været en del af Rusland, og det ikke som sine naboer, blev ladt udenfor USSR, men også Sovjetblokken og Jerntæppet. Sveriges position som medlem af Vesten var ikke i tvivl, men kunne på baggrund af dens valg af udenrigspolitik ikke deltage i nogen vestlige alliancer.